# Pisoteamento no Monte Meron

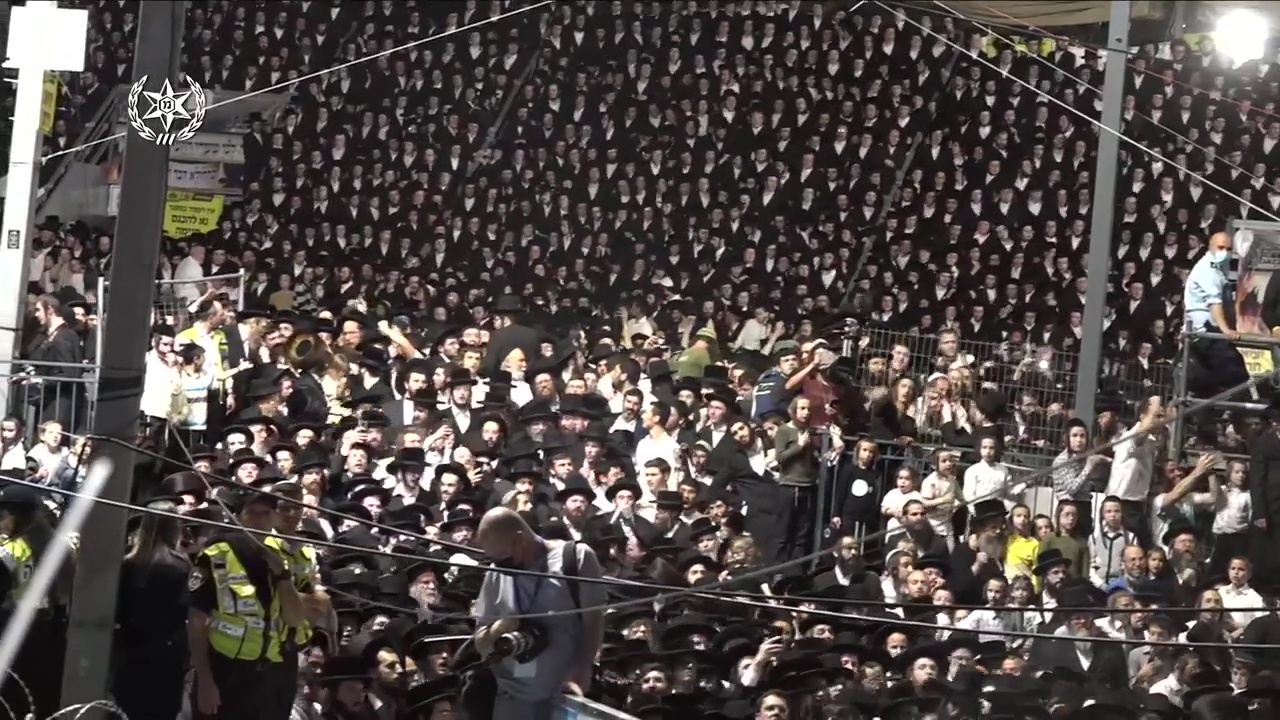
Multidão no Monte Meron pelo Rabino Shimon Bar Yohai, em abril de 2021

O pisoteamento no Monte Meron foi um desastre ocorrido em 30 de abril de 2021 durante a peregrinação anual no Monte Meron, em Israel, no feriado de Lag BaÔmer, por volta das 00h:50, horário local (21h50 UTC), matando pelo menos 45 pessoas e deixando mais de uma centena de feridos, incluindo dezenas de gravemente feridos. 
Foi um dos piores desastres civis da história de Israel e o mais mortal de todos os tempos em termos de número de mortos.

## Antecedentes

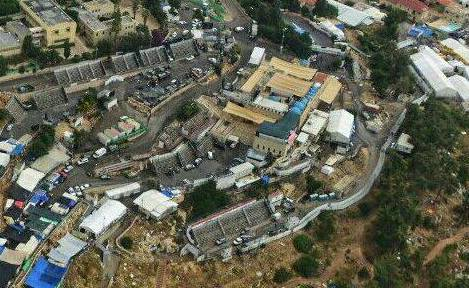
Preparativos da polícia para a celebração de Shimon bar Yochai no Monte Meron, em maio de 2016

Os judeus Haredi tradicionalmente se reúnem para o Lag BaÔmer no túmulo do rabino tanaíta do século II Shimon bar Yochai, no Monte Meron, para dançar e fazer fogueiras. Em 2020, Israel restringiu a peregrinação devido à pandemia de COVID-19. O Governo de Israel permitiu a peregrinação em 2021 e dispensou o limite de 1 000 participantes devido à COVID-19. Isso foi cancelado como parte de um acordo com funcionários do Ministério de Serviços Religiosos, que exigia que os participantes fossem vacinados contra o coronavírus. O evento foi o maior evento realizado em Israel desde o início da pandemia em 2020.
Além disso, pela primeira vez em 13 anos, a celebração do Monte Meron aconteceu entre quinta e sexta-feira, e a celebração foi limitada a uma janela de 14 horas, quando três fogueiras foram acesas ao mesmo tempo cada uma por um Rebe, com aproximadamente três mil pessoas em cada fogueira. O local estava limitado a 10 000 pessoas, mas aproximadamente 100 000 haviam chegado ao local, que era maior do que a multidão restrita em 2020, mas menor do que as centenas de milhares de pessoas nos anos anteriores.
O pisoteamento não foi a primeira vez que peregrinos no Monte Meron morreram em um acidente: em 15 de maio de 1911, onze pessoas foram mortas quando uma multidão de cerca de 10 000 pessoas encheu o complexo e uma grade de um mirante desabou. Cerca de 100 pessoas caíram de uma altura de cerca de 7,6 metros; sete morreram no local e outras quatro nos dias seguintes ao incidente. 40 pessoas ficaram feridas.
Um relatório de 2008 do site pelo Controlador do Estado de Israel concluiu que o local não é adequado para a quantidade de visitantes anuais. Após o relatório de 2011, o estado declarou que assumiria o controle do local, mas uma decisão reverteu a medida em 2020.

## Pisoteamento
De acordo com relatos de testemunhas, o evento foi realizado em uma área cercada descrita como "excessivamente confinante". Perto da meia-noite, alguns participantes começaram a escorregar e cair em degraus de pedra perto de um corredor estreito com uma superfície de metal em rampa, levando ao pânico. Enquanto a multidão corria para os portões, um pisoteamento começou. Os organizadores estimaram que 100 000 pessoas, a grande maioria das quais eram judeus Haredi e ultraortodoxos, chegaram na noite de 29 de abril. No pisoteamento, 45 pessoas morreram e pelo menos outras 150 ficaram feridas.
Enquanto os médicos tentavam alcançar os feridos, o ex-rabino-chefe israelense Yisrael Meir Lau permaneceu no palco pedindo calma e recitando salmos para os feridos. Trezentos ônibus de resgate foram impedidos de entrar no local devido às vias de acesso bloqueadas. Seis helicópteros foram transportados para evacuar os feridos. O serviço de celular travou devido ao número de pessoas que tentaram entrar em contato com seus entes queridos.

## Consequências
O evento está sob investigação. A polícia israelense disse que o evento era inevitável e que o local foi inspecionado em busca de falhas estruturais, mas as pessoas escorregando nas escadas estavam fora do controle da polícia. O comandante da Polícia do Norte, Shimon Lavy, afirmou que "tem total responsabilidade". A polícia divulgou um comunicado de que a passagem foi autorizada por todas as autoridades e que eles haviam entendido que o evento seria anormalmente grande.
O pisoteamento foi o desastre civil mais mortal que ocorreu em Israel, superando o incêndio florestal de Israel em 2010, que matou 44 pessoas.

### Ações locais
As companhias aéreas da El Al anunciaram que as famílias de primeiro grau das vítimas ou feridos questionaram se receberiam passagens aéreas gratuitas do Reino Unido, Estados Unidos, França ou qualquer outro país que tenha voos diretos da El-Al para Israel. A PIBA havia anunciado que foi feita uma opção de entrada rápida no país, para permitir que famalhas de diáconos ou maravilhados entrassem em Israel apesar das medidas contra a COVID-19. O município de Tamra organizou comida e água para as pessoas presas no monte.

## Reações
O primeiro-ministro Benjamin Netanyahu chamou o acontecimento de "grande tragédia" e disse que todos estavam orando pelas vítimas. Após o evento, o primeiro-ministro Netanyahu declarou o domingo, 2 de maio de 2021, como um dia nacional de luto.
O ministro das Relações Exteriores da Alemanha, Heiko Maas, chamou isso de "devastador", dizendo que "nossos pensamentos estão com as famílias e entes queridos das vítimas". O Ministério das Relações Exteriores da Turquia divulgou um comunicado expressando suas condolências ao povo e ao Governo de Israel e desejou uma "rápida recuperação" dos feridos.